# 拉希达特·阿吉巴德
拉希达特·布萨约·阿吉巴德（英語：Rasheedat Busayo Ajibade；1999年12月8日—），尼日利亚女子职业足球运动员，司职前锋，目前效力于马德里竞技俱乐部和尼日利亚国家女子足球队。她曾代表尼日利亚参加2024年夏季奥林匹克运动会女子足球比赛。